# Kahina Arbouche
Pour les articles homonymes, voir Kahina (homonymie).
Kahina Arbouche, née le 4 septembre 1993 à Béjaïa, est une joueuse algérienne de volley-ball. Elle mesure 1,75 m et joue Attaquante

## Club
- ASW Béjaïa